# Ryszard Mrozowski
Ryszard Mrozowski (ur. 5 kwietnia 1925 w Choroszczy, zm. 7 listopada 1985 w Stalowej Woli) – polski malarz, rzeźbiarz, autor znaków firmowych dla zakładów pracy.

## Życiorys
Ryszard Mrozowski urodził się na Podlasiu. Matka Antonina pochodziła z rodziny ziemiańskiej, ojciec Stefan był chirurgiem. Po wybuchu II wojny światowej jego ojciec służył jako wojskowy lekarz na wschodzie Polski; po 17 września rodzina straciła z nim kontakt – najprawdopodobniej został zamordowany w Katyniu, a Ryszard Mrozowski wraz z matką wyjechali do Skarżyska-Kamiennej i zaangażowali się w konspirację związaną z Armią Krajową.
Po wojnie przenieśli się do Krakowa, gdzie Mrozowski podjął pracę na kolei, by utrzymać chorą matkę. Jednocześnie uczył się, zdał weryfikacyjny egzamin dojrzałości, a następnie rozpoczął studia na Akademii Sztuk Pięknych na Wydziale Malarstwa i Scenografii. Jego nauczycielami byli Xawery Dunikowski, Zbigniew Pronaszko i Karol Frycz. Jeszcze podczas studiów wygrał konkurs na projekt i wykonał dwie rzeźby, które można do dziś oglądać na elewacji frontowej domu Związku Zawodowego Pracowników Budownictwa, Ceramiki i Pokrewnych Zawodów przy ul. Mokotowskiej 4-6 w Warszawie. W 1951, tuż po zakończeniu studiów, wziął udział w Ogólnopolskiej Wystawie Młodzieży w Warszawie, była to jego pierwsza wystawa malarska. W latach 1953–1965 prezentował w Krakowie swoje prace: rzeźby, rysunki, obrazy o tematyce związanej z miastem i z ziemią krakowską. Do 1960 związany był z Kombinatem w Nowej Hucie, gdzie pracował, wykonując zlecenia i zamówienia w zakresie plastyki użytkowej.
W 1961 przeprowadził się do Tarnobrzega, gdzie spędził najbardziej twórczy okres życia, i rozpoczął pracę w KiZPS „Siarkopol”, z którym był związany do 1977. W późniejszych latach poświęcił się wyłącznie malarstwu sztalugowemu, realizując się w zakresie pejzażu, portretów oraz rysunku. W tym okresie prezentował swoje prace na wystawach w Warszawie, Radomiu, Krakowie, Sandomierzu, Tarnobrzegu, Lublinie oraz w Bystrzycy w Rumunii.
Pochowany został na Cmentarzu Parafialnym w Tarnobrzegu-Miechocinie.

## Twórczość
Ryszard Mrozowski był artystą wszechstronnym, tworzącym głównie w nurcie realizmu. W początkowym okresie twórczości zajmował się rzeźbą, grafiką i architekturą wnętrz, uprawiał jednak przede wszystkim malarstwo. Jego dorobek to kilkaset rysunków, pejzaży, portretów, martwej natury. Tworzył w technice olejnej, akwareli, pastelu, rysował węglem, ołówkiem, tuszem, stosował też tusz-graf, linoryt i akwafortę. Pozostawił po sobie także makiety, murale, elementy konstrukcyjne, znaki firmowe dużych zakładów przemysłowych funkcjonujące do obecnych czasów, np. „Siarkopolu”.